# Цвят (ботаника)
Вижте пояснителната страница за други значения на Цвят.
Цветът е размножителен орган при покритосеменните растения (поради това те се наричат още цъфтящи растения). В цветовете се извършва опрашването и оплождането след което от тях се образуват плодове и семена. Цветовете обикновено са ярко обагрени и с приятен аромат с което привличат разнообразни опрашители.

## Морфология
Цветът се прикрепя към стъблото с цветна дръжка в основата на която често има листенца наречени прицветници. Другият край на дръжката е удебелен и образува цветното легло върху което се разполага самият цвят. Частите на повечето цветове са обособени в четири кръга вложени един в друг. Отвън-навътре тези кръгове са: чашка, венче, андроцей и гинецей. Съвкупността от чашка и венче се нарича околоцветник и представлява стерилната част на цвета. Андроцея и гинецея изграждат фертилната (половата) част на цвета.

### Околоцветник
Околоцветникът е стерилната външна част на цвета и служи за защита на намиращата се в него фертилна част. Освен това, чрез ярките си цветове, аромата и нектарниците, привлича потенциални опрашители. Обикновено се състои от венче и чашка и в този случай се нарича сложен околоцветник. В повечето случаи чашката е изградена от зелени чашелистчета, а венчето – от ярко обагрени венчелистчета. Когато листенцата на околоцветника са сравнително еднородни и не се обособяват в отделна чашка и венче той се нарича прост. При някои цветове (напр. при върбата) изобщо липсва околоцветник и те се наричат голи (безпокривни).

#### Чашка
Чашката е най-външният кръг на цвета и е изградена от няколко еднородни обикновено зелени чашелистчета. Броят им е важен систематичен белег и най-често варира от две до пет. При някои видове чашелистчетата може повече или по-малко да сраснат помежду си и да образуват тръбичка в долната част на чашката. Понякога чашелистчетата са разпределени в два кръга както е при много представители на сем. Слезови.
Основната функция на чашката е да предпазва назряващата цветна пъпка и затова след цъфтежа обикновено опадва или увяхва. При някои видове обаче остава и може да се развие в различни образувания с нови функции – рогца за защита (воден орех), кожеста обвивка (мехунка), хвърчилка за разпръскване (сложноцветни), лъжлив плод (Hibiscus sabdariffa) и др.

#### Венче
Венчето е най-забележимата част на цвета и обикновено е изградено от множество цветни, тънки, нежни венчелистчета. Венчелистчетата, подобно на чашелистчетата, могат да бъдат в различна степен сраснали помежду си. Формата и големината на венчето е изключително разнообразна и е тясно свързана с една от основните му роли – да привлича опрашители. Често венчето е коеволюирало заедно с определен тип опрашители, така че само те да имат достъп до възнаграждението на цвета (прашец, нектар). По този начин се увеличава ефективността на опрашването тъй като е по-вероятно опрашителят с който е коеволюирал цвета да посети други представители на същия вид вместо представители на други видове (при което няма да се осъществи опрашване).
Ярък пример за такава коеволюция са колибритата с издължените си клюнове които са идеално приспособени за пиене на нектар от издължените цветове на някои растения.

### Фертилна част
Фертилната (размножителната) част на цвета се състои от мъжка и женска част.

#### Андроцей
Андроцеят (от гр.: andros oikia – „мъжки дом“) е мъжката част на цвета в която се образува прашецът и се състои от отделни тичинки. Тичинките от своя страна са изградени от тичинкова дръжка, прашник и свръзка (конектив). Броят им варира в широки граници като тичинки може и изобщо да липсват (женски цветове). Дръжката е прикрепена към цветното легло и на върха се намира един-единствен прашник. Когато прашник липсва, тичинките са стерилни и се наричат стаминодии. Прашникът е фертилната част на тичинката и обикновено е разделен на два дяла наречени теки свързани помежду си със свръзката. Във всяка тека има обикновено по две прашникови торбички (наричани още микроспорангии). Така всяка тичинка има обикновено по четири прашникови торбички, но могат да бъдат от една до много на брой.

#### Гинецей
Гинецеят (от гр.: gyne oikia – „женски дом“) е женската част на цвета в която се образува една или повече семепъпки. Изграден е от един или повече плодолисти които заедно образуват плодника, който съответно се нарича прост или сложен. Плодникът се състои от задебелена долна част наречена завръз или яйчник, различно дълго (понякога липсващо) стълбче и близалце. Стълбчето издига близалцето правейки го по-достъпно за опрашване. Близалцето обикновено е лепкаво и приема прашеца, който след това, прораствайки във вид на поленова тръбичка, достига семепъпките. След оплождането от семепъпките се развиват семената, а от завръза – плодът.

### Цветни диаграми и формули
Тъй като цветът е един от най-важните систематични белези на покритосеменните и същевременно е изключително разнообразен, са измислени различни кратки и формални начини за описването на неговата структура.
Цветната формула представлява низ от букви, цифри и някои други символи описващи последователно, отвън навътре, отделните кръгове на цвета. Различните части на цвета се обозначават с букви произхождащи от латинското им наименование, а с цифри се указва техният брой. Например за описването на цвета на лука може да се използва формулата P3+3A3+3G(3) – прост околоцветник (Perigonium) съставен от два кръга с по три листенца, андроцей (Androceum) съставен от шест тичинки в два кръга и гинецеум (Gynaeceum) изграден от три сраснали плодолиста.
За по-нагледно описване на цвета се използват и цветни формули. В схематичен поглед отгоре се изобразяват съставните части на цвета с опростени графични символи.
Вляво е диаграмата на цвета на картофа с показани чашелистчета (1), венчелистчета (2), тичинки (3) и плодник (4).

## Видове цветове

### Според пола
В зависимост от това какви фертилни части съдържа, цветът може да бъде:
- двуполов (хермафродитен): съдържа както мъжки така и женски части
- еднополов: съдържа само андроцей или само гинецей и съответно се нарича мъжки или женски цвят
- безполов (стерилен)

Тази класификация на цвета на бива да се бърка с половата класификация на отделните растения които могат да имат различни комбинации от женски, мъжки и двуполови цветове.

### Според симетрията
Повечето цветове са симетрични, т.е. през ос минаваща през центъра на цвета може да се прекара една или повече равнини на симетрия разделящи цвета на еднакви части.
Според броя на равнините на симетрия, цветът бива:
- правилен (актиноморфен) – две или повече равнини на симетрия (радиална симетрия). Такива са повечето цветове.
- неправилен (зигоморфен) – има само една равнина на симетрия (двустранна симетрия). Такива са цветовете на теменугата, кученцето, повечето орхидеи и Lamiales.
- асиметричен – няма симетрия. Радко се среща – например при валерианата и индийската кана.[1]

## Съцветия
Цветовете могат да бъдат разположени поединично на върха на видоизменена клонка (кокиче, лале, мак, минзухар и др.), но по-често са групирани в съцветия с обща дръжка. Разнообразието им е твърде голямо и няма общоприета цялостна класификация на съцветията. В българската литература, съцветията традиционно се разделят на определени (цимозни) и неопределени (рацемозни) според начина на нарастване на съцветието.
При цимозните съцветия растежът е симподиален – първоначално клонката завършва с един цвят и после от нея странично израстват една или повече нови клонки също завършващи с цвят. От вторичните клонки също се развиват странични разклонения и т.н.
При рацемозните съцветия нарастването е моноподиално – главната ос не завършва с цвят, а продължава да расте неопределено и от нея непрекъснато израстват нови разклонения.